# Роджерсия
Родже́рсия (лат. Rodgersia) — род цветковых растений, относящийся к семейству Камнеломковые (Saxifragaceae).

## Ботаническое описание
Многолетние травянистые растения с утолщёнными чешуйчатыми корневищами.
Листья на длинных черешках, пальчато-сложные или перисто-сложные, с 3—9 (иногда 10) почти сидячими листочками. Листочки по краю дважды пильчатые, на верхушке несколько заострённые.
Соцветие — метёлка, составленная из щитков, безлистная, многоцветковая. Цветки обычно безлепестные, реже с 1—5 недоразвитыми лепестками. Чашелистики в числе 5, реже — 4—7, оттопыренные, белые, розовые или красные. Тычинки в числе 10(14). Завязь полуверхняя, редко полунижняя, с 2—3 гнёздами.
Плод — 2—3-гнёздная коробочка.

## Ареал
В природе все виды рода встречаются в восточноазиатском регионе и Гималаях.

## Значение
Популярные декоративные растения. Наиболее часто культивируются роджерсия перистая и роджерсия конскокаштанолистная.

## Таксономия
Rodgersia A.Gray, 1858, Memoirs of the American Academy of Arts and Sciences ser. 2, 6(2): 389.
Род назван именем американского капитана (впоследствии адмирала) Джона Роджерса (1812—1882), возглавлявшего экспедицию в Китай и Японию в 1852—1856 годах, одного из первооткрывателей растения.

### Виды
- Rodgersia aesculifolia Batalin — Роджерсия конскокаштанолистная
- Rodgersia nepalensis Cope ex Cullen
- Rodgersia pinnata Franch. — Роджерсия перистая
- Rodgersia podophylla A.Gray — Роджерсия стополистная
- Rodgersia sambucifolia Hemsl. — Роджерсия бузинолистная